# 1991 VF7
1991 VF7 är en asteroid i huvudbältet som upptäcktes den 11 november 1991 av de båda japanska astronomerna Seiji Ueda och Hiroshi Kaneda i Kushiro.